# Polyrhaphis spinosa
Polyrhaphis spinosa är en skalbaggsart som först beskrevs av Dru Drury 1773.  Polyrhaphis spinosa ingår i släktet Polyrhaphis och familjen långhorningar.
Artens utbredningsområde är:
- Guyana.
- Surinam.

Inga underarter finns listade i Catalogue of Life.